# ولاستیبور (منطقه تابور)
ولاستیبور (به چکی: Vlastiboř) یک منطقهٔ مسکونی در جمهوری چک است که در منطقه تابور واقع شده‌است.
 ولاستیبور ۱۷٫۱۹ کیلومتر مربع مساحت و ۳۲۱ نفر جمعیت دارد و ۴۳۲ متر بالاتر از سطح دریا واقع شده‌است.